# Circuit Het Nieuwsblad féminin 2014
Pour la course masculine, voir Circuit Het Nieuwsblad 2014.
La 9e édition du Circuit Het Nieuwsblad féminin a eu lieu le 1er mars 2014. La course fait partie du calendrier international féminin UCI 2014 en catégorie 1.2. C'est également la première épreuve internationale disputée en Europe pour les féminines et est considérée comme le début de la saison des classiques.

## Classements

### Classement final
| \| Classement général \| Classement général \| Classement général \| Classement général \| Classement général \| \| Coureuse \| Coureuse \| Pays \| Équipe \| Temps \| \| ------------------ \| -------------------- \| ------------------ \| ---------------------- \| ------------------ \| \| 1re \| Amy Pieters \| Pays-Bas \| Giant-Shimano \| 3 h 30 min 15 s \| \| 2e \| Emma Johansson \| Suède \| Orica-AIS \| + 0 s \| \| 3e \| Lizzie Armitstead \| Royaume-Uni \| Boels Dolmans \| + 0 s \| \| 4e \| Liesbet De Vocht \| Belgique \| Lotto Belisol Ladies \| + 6 s \| \| 5e \| Kirsten Wild \| Pays-Bas \| Giant-Shimano \| + 6 s \| \| 6e \| Sofie De Vuyst \| Belgique \| Futurumshop.nl-Zannata \| + 6 s \| \| 7e \| Tiffany Cromwell \| Australie \| Specialized-Lululemon \| + 6 s \| \| 8e \| Ashleigh Moolman \| Afrique du Sud \| Hitec Products \| + 6 s \| \| 9e \| Annemiek van Vleuten \| Pays-Bas \| Rabo Liv Women \| + 6 s \| \| 10e \| Christine Majerus \| Luxembourg \| Boels Dolmans \| + 6 s \| |                      |                |                        |                 |
| |                      |                |                        |                 |
| Source : Cycling Quotient |                      |                |                        |                 |
| Classement général |                      |                |                        |                 |
| Coureuse | Coureuse             | Pays           | Équipe                 | Temps           |
| 1re | Amy Pieters          | Pays-Bas       | Giant-Shimano          | 3 h 30 min 15 s |
| 2e | Emma Johansson       | Suède          | Orica-AIS              | + 0 s           |
| 3e | Lizzie Armitstead    | Royaume-Uni    | Boels Dolmans          | + 0 s           |
| 4e | Liesbet De Vocht     | Belgique       | Lotto Belisol Ladies   | + 6 s           |
| 5e | Kirsten Wild         | Pays-Bas       | Giant-Shimano          | + 6 s           |
| 6e | Sofie De Vuyst       | Belgique       | Futurumshop.nl-Zannata | + 6 s           |
| 7e | Tiffany Cromwell     | Australie      | Specialized-Lululemon  | + 6 s           |
| 8e | Ashleigh Moolman     | Afrique du Sud | Hitec Products         | + 6 s           |
| 9e | Annemiek van Vleuten | Pays-Bas       | Rabo Liv Women         | + 6 s           |
| 10e | Christine Majerus    | Luxembourg     | Boels Dolmans          | + 6 s           |

### Barème des points UCI
| Position           | 1er | 2e | 3e | 4e | 5e | 6e | 7e | 8e | 9e | 10e |
| Classement général | 40  | 30 | 16 | 12 | 10 | 8  | 6  | 3  | 2  | 1   |